# Warren A. Stephens
Warren Amerine Stephens (geboren am 18. Februar 1957 in Little Rock) ist ein US-amerikanischer Geschäftsmann. Er ist der Vorsitzende, Präsident und CEO von Stephens Inc., einer privaten Investmentbank. Laut Forbes hat Stephens ein Gesamtvermögen von 2,9 Milliarden US-Dollar (Stand: April 2022). Stephens lebt in Little Rock in Arkansas.

## Leben und Ausbildung
Stephens wurde in Little Rock als der Sohn von Jackson T. Stephens und Mary Amerine Stephens geboren. Sein Vater „Jack“ Stephens und sein Onkel „Witt“ Stephens investierten als Partner in die Firma Stephens Inc.
Warren machte 1975 seinen Highschool-Abschluss an der Trinity Presbyterian High School in Montgomery in Alabama. Sein Bachelorabschluss in Economics folgte im Jahr 1979 an der Washington and Lee University und zwei Jahre später absolvierte er seinen Master an der Wake Forest University im Jahr 1981.
Stephens war Mitglied im Kuratorium der Washington and Lee University.

## Karriere
Stephens trat in die Investmentbank seines Vaters und Onkels in Little Rock ein. Zu dieser Zeit ähnelte die Firma den alten britischen Banken der Geschäftsleute und handelte auch dementsprechend, indem sie Fonds von Firmen und Familien in verschiedene Unternehmen investierten und dies auch heute noch so handhaben. Stephens Inc. wurde 1970 beim Börsengang der Walmart Stores bekannt.
Stephens fing als Mitarbeiter im Corporate Finance Department an, welches sich auf Öl und Gas konzentrierte. Er wurde 1983 dessen Vorsitzender, zuständig für Übernahmen und Fusionen. Am 18. Februar 1986 wurde Stephens zum Präsident und CEO von Stephens Inc. ernannt.
2006 übernahm Stephens die Firmenanteile seiner Familienmitglieder.
Stephens ist seit 2014 Aufsichtsratsmitglied von Dillard’s.
Am 2. Dezember 2024 gab der designierte Präsident Donald Trump Stephens als seine Nominierung für das Amt des Botschafters der Vereinigten Staaten im Vereinigten Königreich bekannt.

## Politische Aktivitäten
Als Republikaner unterstützte er Bob Dole 1996, Steve Forbes 1999 und Mike Huckabee. Stephens sammelte Wahlkampfspenden für Mitt Romney 2012. Zu den Präsidenten Bill Clinton und Barack Obama äußerte er sich kritisch. Nach der Wahl 2016 waren Stephens und sein Bruder Jackson Stephens starke finanzielle Unterstützer der Stop-Trump-Bewegung. 2020 und 2024 unterstützen sie jedoch Trump und spendeten für seinen Wahlkampf.

## Philanthropie
Stephens und seine Frau Harriet unterstützen verschiedene Organisationen, darunter die Episcopal Collegiate School und das Arkansas Arts Center, beide in Little Rock. Stephens war Mitglied des Kuratoriums seiner Alma Mater, der Washington and Lee University.